# Prawo przedsiębiorców
Prawo przedsiębiorców – polska ustawa uchwalona przez Sejm VIII kadencji 6 marca 2018 regulująca podejmowanie, wykonywanie i zakończenie działalności gospodarczej na terytorium Polski, prawa i obowiązki przedsiębiorców, oraz związane z tym zadania organów władzy publicznej.
Ustawa ta wchodzi w skład tzw. Konstytucji dla biznesu i Planu Morawieckiego. Zastąpiła ona ustawę o swobodzie działalności gospodarczej. Prawo przedsiębiorców weszło w życie w ciągu 30 dni od dnia jej ogłoszenia w Dzienniku Ustaw, czyli 30 kwietnia 2018.

## Nowelizacje
Ustawa była nowelizowana wielokrotnie. Ostatnia weszła w życie 13 lipca 2025.